# シラ書
『シラ書』は、ユダヤ教とプロテスタント諸派では外典として扱われ、カトリック教会と正教会では旧約聖書に含めている書物のうちひとつ。『集会の書』もしくは『ベン・シラの知恵』とも呼ばれる。タイトルは著者のベン・シラ（シラの息子の意）に由来。序言には、著者の名前はイエスス（ヨシュア）で、もともとヘブライ語で書かれていたものを著者の孫が（ギリシャ語に）翻訳したことが記されている。
このオリジナルのヘブライ語版は長きにわたって失われたものと思われていたが、19世紀にカイロでユダヤ教ラビ・ソロモン・シェクターによって発見され、20世紀に入ってマサダ城砦の遺跡でも発見されている。
内容はさまざまな教訓の集成(人間関係や教育、礼儀作法など生活のあらゆる領域におよぶ教訓）が中心だが、後半部分ではイスラエルの歴史を歌う賛歌もみられる。その背景にあるのは神と律法への忠実さこそが知恵の中心という思想である。また24章の「知恵の賛歌」には『知恵の書』にもみられるような神と知恵の同一視、知恵の擬人化が見られる。

## 内容
- 序言 1-36
- 知恵の賛歌 1章
- 神をおそれること 2章
- 教訓1 3章-23章
- 知恵の賛歌 24章
- 教訓2 （25:1-42:14）
- 神の賛美 （42:15-43:33）
- 先祖への賛歌 （44:1-50:21）
- シラの言葉、祈り （50:22-51:30）